# Vaux-en-Bugey
Vaux-en-Bugey – miejscowość i gmina we Francji, w regionie Owernia-Rodan-Alpy, w departamencie Ain.

## Demografia
Według danych na styczeń 2012 roku gminę zamieszkiwało 1228 osób, a gęstość zaludnienia wynosiła 149,4 osób/km².